# Nèlia
Nèlia (en grec antic Νηλία) era una ciutat de Magnèsia, a Tessàlia que estava situada entre Demètries i Iolkos. Segons Estrabó, quan Demetri Poliorcetes va fundar la ciutat de Demètries cap a l'any 293 aC, va traslladar els habitants de Nèlia a aquella ciutat.
Alguns arqueòlegs l'han identificat amb les restes trobades al turó de Gotissa, mentre que altres fonts diuen que el lloc no està identificat.